# Эрландссон, Рагнар
Рагнар Эрландссон (швед. Ragnar Erlandsson; род. 21 сентября 1941, Финляндия) — политик Аландских островов; премьер-министр (1991—1995) правительства Аландов, член политической партии Аландский центр.

## Биография
Родилась 21 сентября 1941 года.
С 1976 по 1983 год и с 1988 по 1991 год — член правительства Аландских островов, а с 1980 по 1983 год — вице-премьер правительства Аландов.
С 1987 по 1988 и с 2001 по 2007 год — депутат Парламента Аландских островов. С 1999 по 2001 год — вице-спикер, а с 1995 по 1999 и с 2000 по 2001 год — спикер Парламента.
С 1991 по 1995 год — премьер-министр правительства Аландских островов.